# НАЗ

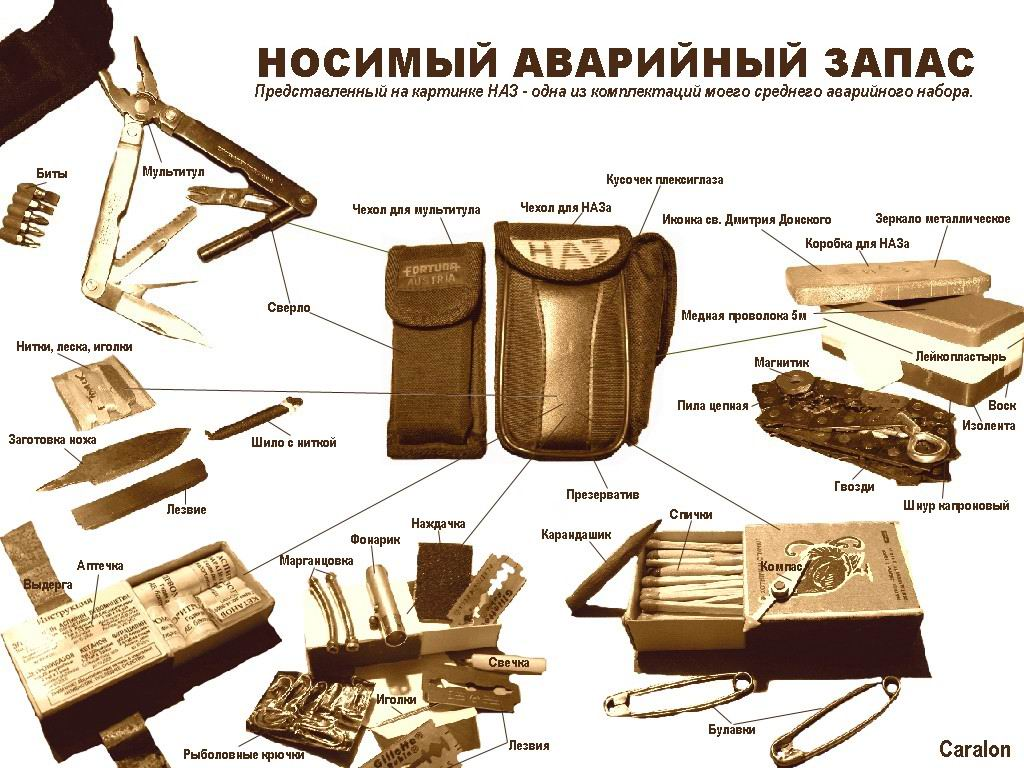
Вариант самодельного НАЗа

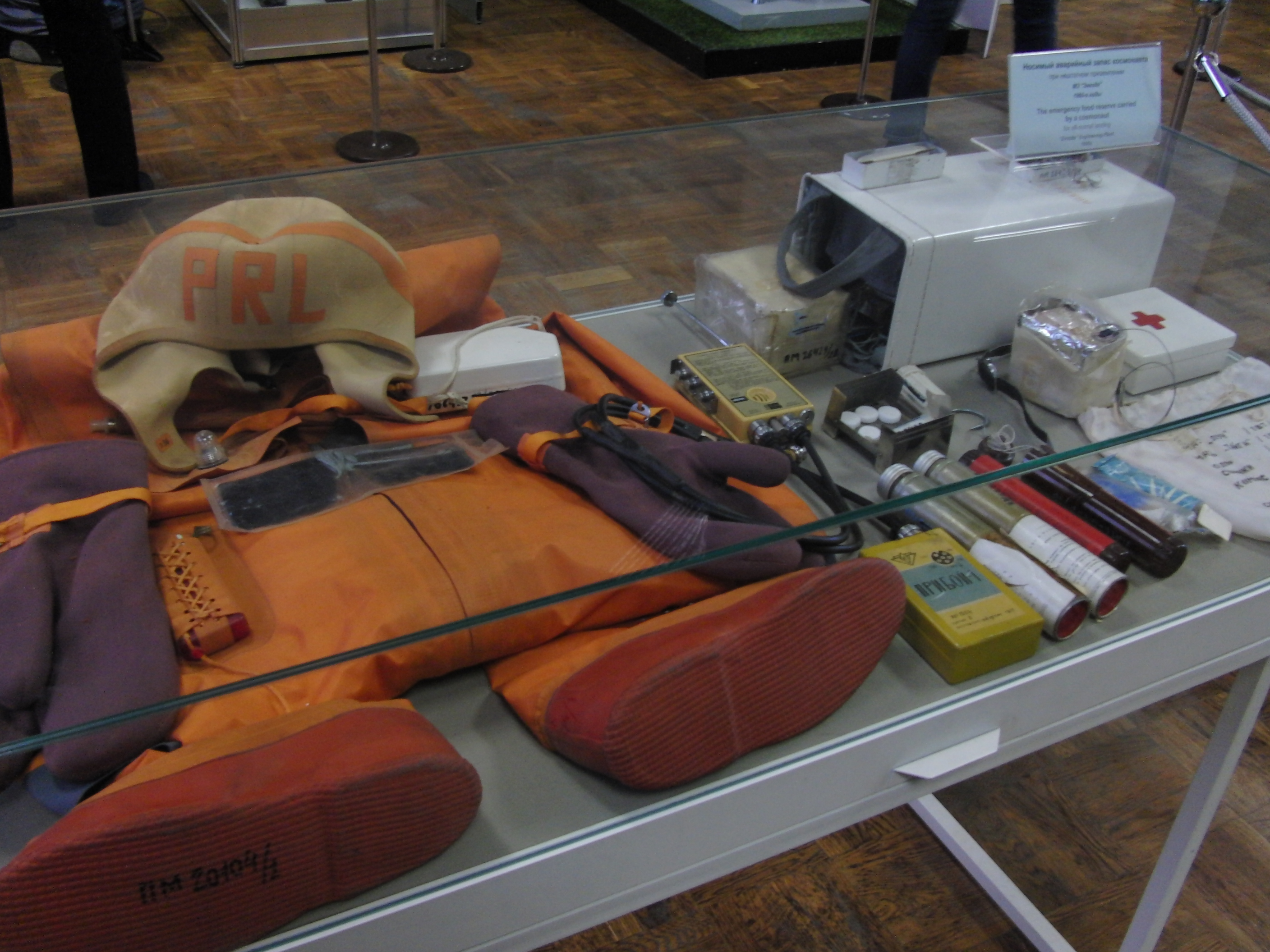
НАЗ космонавта. Политехнический музей, Москва

НАЗ — носимый аварийный запас (встречается также расшифровка «неприкосновенный аварийный запас»). Синоним — набор выживания (от англ. survival kit).
Как правило, это отдельно упакованный минимально необходимый набор инструментов, материалов, продуктов питания, лекарств и прочего. Человек носит его для того, чтобы при наступлении аварийной ситуации обеспечить своё выживание и безопасность «вдали от цивилизации» в течение времени, достаточного для организации спасения. Так, НАЗ входит в оснащение лётчиков и космонавтов, в состав комплектации морских спасательных средств.
Состав каждого конкретного НАЗа зависит от условий, в которых планируется находиться, ограничений по весу, объёму и многих других факторов. Обычно в НАЗ входит режущий инструмент (нож, мачете), аптечка первой помощи с учётом индивидуальных особенностей и условий пребывания, высококалорийная пища (концентраты, шоколад, сахар, сублимированное мясо), а также специальные компоненты, необходимые в данных конкретных условиях (вода, оружие, источник огня, рыболовные снасти, элементы электропитания, компас, сигнальные средства и прочее). Состав набора рассчитывается, исходя из определённого периода времени (к примеру, на столько-то суток), в течение которого этого набора должно хватить на поддержание жизнедеятельности. Это время указывается в описании набора и, обычно, в его маркировке.
Особенностью НАЗа является компактность (небольшие размеры и вес), что делает удобным его постоянное ношение. Зачастую НАЗ размещается внутри какого-либо оборудования (в спасательных шлюпках и плотах, в катапультируемом кресле пилота, в особых карманах одежды, в рукоятке «ножа выживания» НВ-1 и т. п.).
Согласно существующим документам[каким?] в авиации России используются несколько видов НАЗа: НАЗ-У, НАЗ-7, НАЗ-7БМ (БС), НАЗ-7M, НАЗ-7МБ, НАЗ-8, НАЗ-8Б, НАЗ-И, НАЗ-ИР. Количество питания в авиационных НАЗах определяется согласно нормам, которые указаны в приказах ФСБ, министерства обороны, таможенного комитета, МВД.

## Пример НАЗа
Носимый аварийный запас НАЗ-7М предназначен членам экипажей летательных аппаратов при аварийном покидании для поддержания их жизнедеятельности на суше и на воде, а также для подачи сигналов с места их нахождения и ведения двусторонней радиотелефонной связи с поисковыми группами.
Состав:
- Продуктовый запас (карамель, соль, вода питьевая)
- Лагерное снаряжение (спички, патроны, нож «мачете», сухое горючее, лодка или плот, светофильтр)
- Средства радиосвязи и сигнализации («Комар-2М», зеркало, сигнальные патроны, уранин)
- Медикаменты
- Вспомогательные средства (фал, страховочный шнур, ремень, нитки)

Основные характеристики:
- Высота введения в действие — не более 5000 метров
- Высота введения в действие лодки — не более 1500 метров
- Масса изделия — не более 11 килограмм
- Габариты ранца — 380х390х60мм
- Температура эксплуатации — от -50 до +50 °С— Федеральный электронный справочник вооружения и военной техники  / Авиация / Средства жизнеобеспечения и спасения / Носимые аварийные запасы / «НАЗ-7М», носимый аварийный запас